# Fearless (pjesma)
"Fearless" je pjesma američke country kantautorice Taylor Swift. Pjesma je objavljena kao četvrti i posljednji singl s albuma Fearless 4. siječnja 2010. godine izdanju diskografske kuće Big Machine Records. Pjesmu su napisali Swift, Liz Rose i Hillary Lindsey, a producenti su Swift i Nathan Chapman.

## Nastanak pjesme
Pjesmu "Fearless" napisali su Swift, Liz Rose i Hillary Lindsey, a producenti su Nathan Chapman i Swift. Swift je počela pisati pjesmu dok je nastupala kao predizvođačica na turnejama da bi promovirala svoj prvi studijski album Taylor Swift. 

## Uspjeh pjesme
Nakon objavljivanja pjesme kao promotivni singl 1. studenog 2008. godine pjesma se plasirala na devetoj poziciji američke ljestvice singlova Billboard Hot 100 s prodanih 162 000 primjeraka. Sljedećeg tjedna pjesma je pala do 38. pozicije i nakon četiri tjedna pjesma je pala s ljestvice. Nakon objavljivanja pjesme kao singl opet se plasirala na ljestvici Billboard Hot 100 na 94. poziciji. Najviša pozicija koju je postigla nakon objavljivanja je 76. Pjesma je dobila zlatnu certifikaciju od RIAA-e s prodanih 500 000 primjeraka u SAD-u. U Kanadi i Španjolskoj pjesma se također plasirala na ljestvicama i to na 69. i 32. poziciji.

## Izvedbe
Swift je pjesmu "Fearless" izvela 10. studenog 2008. godine u esmisiji The Late Show with David Letterman. Pjesmu je također izvela u emisijama The Ellen DeGeneres Show i Clear Channel Communications. Na svim koncertima prvog dijela turneje Fearless Tour je izvela pjesmu u svjetlucavoj haljini, crnim čizmama dok svira akustičnu gitaru.
Različite izvedbe s turneje poslužile su kasnije kao službeni videospot, kojeg je režirao Todd Cassetty. Spot je premijerno pokazan 17. veljače 2010. godine ba CMT-u. Video započinje tako što Swift kaže svom sastavu "Ljudi, ova turneja je bila najbolje iskustvo u mom životu". S izvedbama tj. s turnejskim događajima video uključuje i zapise iza scene kako Swift i njen sastav putuju po cijelom SAD-u i zabavljaju se. Video završava mahanjem Swift na kraju turneje.

## Popis pjesama
Digitalno preuzimanje
1. "Fearless" – 4:01

## Ljestvice
| Ljestvice (2010.)     | Najviša pozicija |
| --------------------- | ---------------- |
| Kanada                | 69               |
| SAD Billboard Hot 100 | 9                |
| SAD Hot Country Songs | 10               |
| Španjolska            | 32               |

## Fearless (Taylor's Version)
11. veljače 2021. godine u emisiji Good Morning America, Swift je izjavila kako će ponovno snimljena verzija pjesme "Fearless", naslovljena "Fearless (Taylor's Version)", biti objavljena 9. travanja 2021. kao  pjesma sa Swiftinog ponovno snimljenog "Fearless" albuma, pod nazivom "Fearless#Fearless (Taylor's Version)".